# Clupeosoma astrigalis
Clupeosoma astrigalis är en fjärilsart som beskrevs av George Francis Hampson 1917. Clupeosoma astrigalis ingår i släktet Clupeosoma och familjen Crambidae. Inga underarter finns listade i Catalogue of Life.